# Mejicanotrichia tamaza
Mejicanotrichia tamaza är en nattsländeart som först beskrevs av Oliver S. Flint Jr. 1970.  Mejicanotrichia tamaza ingår i släktet Mejicanotrichia och familjen smånattsländor. Inga underarter finns listade i Catalogue of Life.